# Simone Kacsics
Simone Kacsics (in ungherese Kacsics nembeli Simon; in croato Šimun Kačić; ... – dopo il 1228), fu un nobile ungherese, principalmente noto perché fu uno dei principali istigatori dell'assassinio di Gertrude di Merania nel settembre del 1213 durante il regno di Emerico.

## Biografia

### Origini
Discendente di un certo Kacsics, il suo unico fratello noto era Michele, voivoda di Transilvania (1209-1212) e bano di Slavonia nel 1212. Poiché Michele e Simone appaiono improvvisamente nelle fonti ungheresi medievali senza precedenti genealogici, diversi studiosi, tra cui lo storico croato Ivan Majnarić, hanno ritenuto che i loro parenti potessero essere discendenti di Omiš, il capostipite di una delle «dodici tribù nobili» croate descritte nei Pacta conventa e nel Cartolario di Supetar. I fratelli furono menzionati per la prima volta all'inizio del XIII secolo e possedevano degli insediamenti nel comitato di Nógrád, ad esempio Salgó e Hollókő. Majnarić ha sostenuto che i fratelli Kacsics potrebbero essere legati ai sostenitori del duca Andrea nella sua ribellione (cosiddetta guerra dei fratelli) contro il fratello maggiore e futuro re Emerico. Dopo l'incoronazione di Andrea II nel 1205, ai fratelli furono probabilmente donati dei feudi in Ungheria, con il risultato che quel ramo si stabilì in quella terra; un documento del 1190 probabilmente si riferisce a Simone Kačić.
I lavori degli accademici meno recenti si concentravano sul fatto che suo suocero fosse il potente aristocratico Bánk Bár-Kalán, il quale agì in veste di palatino dal 1212 al 1213. Tuttavia, il genero di Bánk, un certo Simone menzionato in un documento della corona di Stefano V del 1270, probabilmente tra i congiurati che parteciparono all'omicidio della regina Gertrude di Merania, morì senza avere discendenti. Simone Kacsics e la sua consorte dal nome ignoto ebbero due figli, Giovanni I e Simone II, oltre a una figlia che divenne suora. Lo storico János Karácsonyi ha ritenuto che la famiglia nobiliare dei Salgói (o Salgay) discendesse da Simone II, ma Pál Engel ha confrontato ulteriori scritti deducendone che, verosimilmente, la famiglia fosse legata ad altri membri omonimi della parentela dei Kacsics. Occorre infine ricordare che il ramo di Simone assunse un ruolo marginale nel mondo magiaro e si estinse poco dopo il 1299.

### Bano di Slavonia
Simone fu nominato bano di Slavonia nel 1212, preservando la carica assieme al fratello. Una carta reale del 1228 conferma che Simone, con la complicità di Pietro, figlio di Töre, giocò un ruolo decisivo nell'assassinio di Gertrude di Merania nel settembre 1213. Pure suo fratello Michele e il palatino Bánk Bár-Kalán presero parte anche alla preparazione dell'assassinio. Dopo il ritorno di Andrea II d'Ungheria dalla Galizia, solo Pietro fu giustiziato e impalato, mentre i Kacsics poterono mantenere i propri feudi e la propria influenza, a causa delle circostanze politiche e della mancanza di sostegno interno da parte del re.
Poiché vantava dei possedimenti in Transilvania, gli storici Majnarić e Tamás Körmendi hanno creduto che Simone Kacsics corrispondesse a quel Simone che servì come ispán (comes) del comitato di Szabolcs e mastro siniscalco (magister dapiferorum) nel 1214. In seguito, questo Simone viene menzionato in qualità di voivoda di Transilvania nel 1215. Si ritiene a livello storiografico che operò in veste di ispán del comitato di Szatmár nel 1221.
Béla, a lungo oppostosi alle «inutili e superflue concessioni perpetue» compiute dal padre, fu nominato duca di Transilvania nel 1226 e, a partire dal 1228, cominciò a reclamare ogni donazione elargita da re Andrea. Ciò costrinse il padre a confiscare i feudi dei nobili i quali avevano cospirato contro sua madre un decennio e mezzo prima. Di conseguenza, Simone perse le sue terre e i suoi insediamenti in Transilvania, tra cui il castello di Marosvécs (oggi a Brâncovenești, in Romania), Széplak e Gyeke nel comitato di Kolozs (rispettivamente le attuali Goreni e Geaca, in Romania) e plausibilmente la signoria di Losonc, nel comitato di Nógrád (oggi Lučenec, in Slovacchia), che erano stati concessi da Dionigi Tomaj e dalla sua famiglia (progenitori della famiglia dei Bánffy di Losonc). Nel suo statuto, Andrea menziona il pieno coinvolgimento di Simone nell'omicidio della consorte. Avvenuto nel 1228, lo spossessamento delle terre potrebbe testimoniare l'accrescimento dell'ingerenza politica dei duchi Béla e Colomanno cominciato sin dal 1220, come ha sostenuto lo storico Gyula Pauler.
Lo storico Tamás Körmendi ha giudicato abbastanza irrealistico credere che Andrea II avesse consentito Simone a di ricoprire incarichi prestigiosi dopo l'omicidio, al di là delle poche opportunità che ebbe per punire i colpevoli, come ha affermato Pauler. Di conseguenza, se ne dovrebbe dedurre che Simone non venne annoverato tra gli assassini di Gertrude subito dopo l'omicidio. Si deve immaginare che, siccome le fonti indicano Simone tra i partecipanti armato al misfatto, è presumibile che sia diventato vittima di intrighi di potere e accusato di cospirazione puramente per ragioni politiche. Sebbene Simone non ricoprì più alcuna carica dopo il 1221, probabilmente rimase influente grazie a Széplak, un'ampia porzione di territorio che copriva la regione di Szászrégen (la moderna Reghin, in Romania) fino al confine con la Galizia, circostanza che avrebbe potuto generare conflitti politici.